# بازشدگی تعادل
در دانش زیست‌شیمی منظور از بازشدگی تعادل (به انگلیسی: Equilibrium unfolding)، فرایند بازکردن پروتئین یا مولکول RNA با ایجاد تغییر تدریجی در محیطش است برای این هدف کارهایی مانند تغییر دما، فشار، افزودن مواد شیمیایی برای واسرشتن پروتئین یا اعمال نیرو با کمک میکروسکوپ نیروی اتمی صورت می‌گیرد. از آنجایی که تعادل در همهٔ گام‌های این فرایند وجود دارد درنتیجه فرایند برگشت‌پذیر است و می‌توان به آن تاشدگی تعادل گفت. از بازشدگی تعادل در تعیین پایداری سازندهٔ مولکول استفاده می‌شود.

## تئوری
در ساده‌ترین بیان می‌توان گفت که تعادل بازشدگی فرض می‌کند که یک مولکول تنها دو حالت ترمودینامیکی می‌تواند داشته باشد، یا تاشده باشد که به آن حالت طبیعی هم گفته می‌شود (با نماد N برای Native) و بازشده باشد با نماد U برای Unfolding. این مدل نخستین بار از سوی تیم انسون در ۱۹۴۵ پیشنهاد شد. آنچه تیم انسون پیشنهاد داد تنها برای پروتئین‌های کوچک با دومین تکی است (جکسون ۱۹۹۸)؛ دومین‌های بزرگتر یا پروتئین‌های با چند دومین معمولاً یک حالت میانه هم دارند. برپایهٔ مکانیک آماری این حالت‌ها با آنسامبل مولکول مطابقت دارد.
مولکول بین دو حالت طبیعی و بازشده با مدل سینماتیک سادهٔ زیر جابجا می‌شود:
N  U
اگر ثابت‌های سرعت به ترتیب برای تاشدگی {\displaystyle k_{f}} و برای بازشدگی {\displaystyle k_{u}} باشد، ثابت تعادل بی بعد {\displaystyle K_{eq}\ {\stackrel {\mathrm {def} }{=}}\ {\frac {k_{u}}{k_{f}}}={\frac {\left[{\ce {U}}\right]_{eq}}{\left[{\ce {N}}\right]_{eq}}}} را می‌توان در تعیین پایداری سازندهٔ {\displaystyle \Delta G^{o}} با کمک معادلهٔ زیر بدست آورد:
{\displaystyle \Delta G^{o}=-RT\ln K_{eq}}
در رابطهٔ بالا، R ثابت گازها و T دمای ترمودینامیکی بر حسب کلوین است. پس {\displaystyle \Delta G^{o}} مثبت است به شرطی که حالت بازشدگی پایداری کمتری نسبت به حالت خنثی داشته باشد.